# Rodzina Kennedych

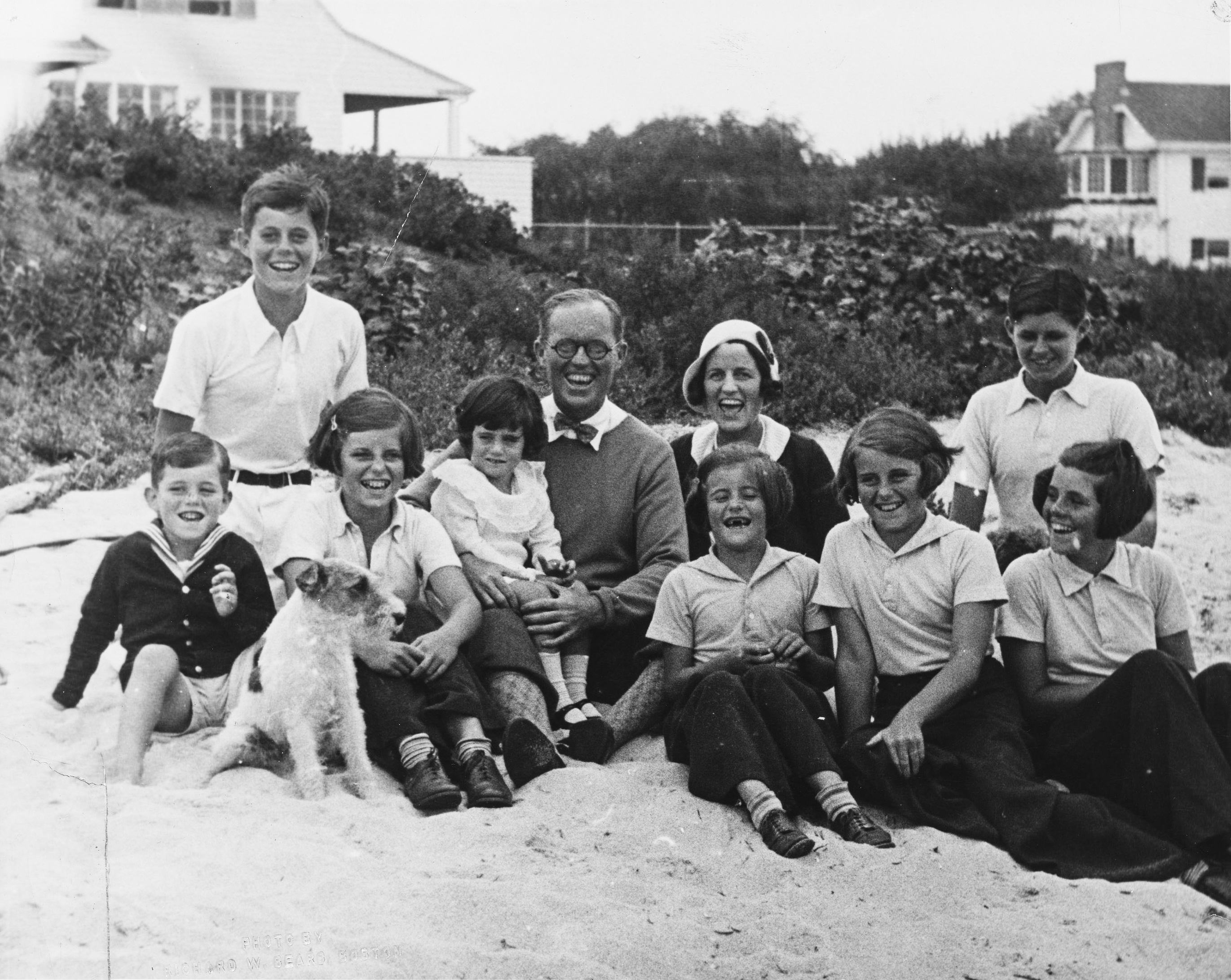
Rodzina Kennedych w Hyannis Port (Kennedy Compound), stan Massachusetts (4 września 1931 r.).
Siedzą od lewej: Bobby, John, Eunice, Jean (na kolanach) Joe Sr., Rose (za) Pat, Kick, Joe Jr. (za) Rosemary. Teda nie było jeszcze na świecie. Pies na pierwszym planie to „Buddy”

Rodzina Kennedych – amerykańska rodzina pochodzenia irlandzkiego. Szczyt popularności osiągnęli w czasie, gdy John F. Kennedy został prezydentem Stanów Zjednoczonych, a jego młodszy brat Robert Francis Kennedy prokuratorem generalnym Stanów Zjednoczonych.

## Pokolenia

### Pierwsze
- Rodzice Kennedy:

1. Patrick Kennedy (ur. 1823, zm. 1858) i żona Bridget Murphy (ur. 1824, zm. 1888)

### Drugie
- Patrick Kennedy i Bridget Murphy:

1. Mary L. Kennedy (ur. 1851, zm. 1926)
2. Joanna L. Kennedy (ur. 1852, zm. 1926)
3. John Kennedy (ur. 1854, zm. 1855)
4. Margaret M. Kennedy (ur. 1855, zm. 1929)
5. Patrick Joseph Kennedy (ur. 1858, zm. 1929) i żona Mary Augusta Hickley  (ur. 1857, zm. 1923)

### Trzecie
- Patrick Joseph Kennedy i Mary Augusta Hickley:

1. Joseph P. Kennedy Sr. (ur. 1888, zm. 1969) i żona Rose Elizabeth Fitzgerald (ur. 1890, zm. 1995) − 9 dzieci
2. Francis Benedict Kennedy (ur. 1891, zm. 1892)
3. Mary Loretta Kennedy (ur. 1892, zm. 1972) i mąż George William Connelly (ur. 1898, zm. 1971) − córka
4. Margaret Louise Kennedy (ur. 1898, zm. 1974) i mąż Charles Joseph Burke (ur. 1899, zm. 1967) − 3 dzieci

### Czwarte

Bracia Kennedy, od lewej: John, Robert, Ted, lipiec 1960

- Joseph Patrick Kennedy Senior i Rose Elizabeth Fitzgerald:

1. Joseph P. Kennedy Jr. (ur. 1915, zm. 1944)
2. John Fitzgerald Kennedy (ur. 1917, zm. 1963) i żona Jacqueline Bouvier (ur. 1929, zm. 1994) - 3 dzieci,
3. Rose Marie „Rosemary” Kennedy (ur. 1918, zm. 2005)
4. Kathleen Kennedy (ur. 1920, zm. 1948) i mąż William John Robert Cavendish (ur. 1917, zm. 1944)
5. Eunice Kennedy (ur. 1921, zm. 2009) i mąż Sargent Shriver (ur. 1915, zm. 2011) − 5 dzieci
6. Patricia Kennedy (ur. 1924, zm. 2006) i były mąż Peter Lawford (ur. 1923, zm. 1984) − 4 dzieci
7. Robert Francis Kennedy (ur. 1925, zm. 1968) i żona Ethel Skakel (ur. 1928, zm. 2024) − 11 dzieci
8. Jean Kennedy (ur. 1928, zm. 2020) i mąż Stephen Edward Smith (ur. 1927, zm. 1990) − 2 dzieci i 2 adoptowanych
9. Edward Moore „Ted” Kennedy (ur. 1932, zm. 2009) i była żona Joan Bennett (ur. 1936) − 3 dzieci oraz żona Victoria Reggie (ur. 1954)

### Piąte
- John Fitzgerald Kennedy i Jacqueline Bouvier:

1. Arabella Kennedy (ur. 1956, zm. 1956, poronienie)
2. Caroline Bouvier Kennedy Schloosberg (ur. 1957) i mąż Edwin Arthur Schlossberg (ur. 1945) − 2 córki i syn
3. John Fitzgerald Kennedy Jr. (ur. 1960, zm. 1999) i żona Carolyn Bessette Kennedy (ur. 1966, zm. 1999)
4. Patrick Bouvier Kennedy (ur. 1963, zm. 1963, zmarł dwa dni po urodzeniu)

- Eunice Kennedy Shriver i Sargent Shriver Jr.:

1. Robert Sargent Shriver III (ur. 1954) i żona Malissa Feruzzi Shriver (ur. 1963) − 2 dzieci,
2. Maria Owings Shriver (ur. 1955) i były mąż Arnold Schwarzenegger (ur. 1947) − 4 dzieci,
3. Timothy Perry Shriver (ur. 1959) i żona Linda Potter (ur. 1960) − 5 dzieci,
4. Mark Kennedy Shriver (ur. 1964) i żona Jeanne Eileen Ripp (ur. 1965) − 3 dzieci,
5. Anthony Paul Kennedy Shriver (ur. 1965) i żona Alina Mojica (ur. 1965) − 5 dzieci,

- Patricia Kennedy i Peter Lawford:

1. Christopher Kennedy Lawford (ur. 1955, zm. 2018) i była żona Jeannie Olsson (ur. 1965) − 3 dzieci, była druga żona Lana Antonova i trzecia była żona Mercedes Miller
2. Sydney Maleia Lawford (ur. 1956) i mąż James Peter McKelvey (ur. 1955) − 4 dzieci,
3. Victoria Francis Lawford (ur. 1958) i mąż Robert Beebe Pender (ur. 1953) − 3 dzieci,
4. Robin Elizabeth Lawford (ur. 1961)

- Robert Francis Kennedy i Ethel Skakel:

1. Kathleen Kennedy (ur. 1951) i mąż David Townsend (ur. 1947) − 4 dzieci,
2. Joseph Patrick Kennedy II (ur. 1952) i była żona Sheila Brewster Rauch (ur. 1949) − 2 dzieci oraz żona Anne Kelly (ur. 1957) − syn,
3. Robert Francis Kennedy Jr (ur. 1954) 1 pierwsza była żona Emily Ruth Black (ur. 1957) − 2 dzieci, druga zmarła żona Mary Kathleen Richardson (ur. 1959, zm. 2012) − 4 dzieci, trzecia żona Cheryl Hines (ur. 1965)
4. David Anthony Kennedy (ur. 1955, zm. 1984)
5. Mary Courtney Kennedy (ur. 1956) i pierwszy były mąż Jeffrey Robert Ruhe (ur. 1952) oraz drugi mąż Paul Michael Hill (ur. 1954) – córka
6. Michael Le Moyne Kennedy (ur. 1958, zm. 1997) i żona Victoria Denise Gifford (ur. 1957) − 3 dzieci
7. Mary Kerry Kennedy (ur. 1959) mąż Andrew Cuomo (ur. 1957) − 3 dzieci
8. Christopher George Kennedy (ur. 1963) i żona Sheila Sinclair (ur. 1962) − 4 dzieci
9. Matthew Maxwell Taylor Kennedy (ur. 1965) i żona Victoria Anne Strauss (ur. 1964) − 3 dzieci
10. Douglas Harriman Kennedy (ur. 1967), dziennikarz i żona Molly Elizabeth Stark (ur. 1967) − 4 dzieci
11. Rory Elizabeth Katherine Kennedy (ur. 1968) i mąż Mark Bailey − 3 dzieci

- Jean Ann Kennedy i Stephen Edward Smith:

1. Stephen Edward Smith Jr (ur. 1957) − 2 dzieci
2. William Kennedy Smith (ur. 1960) i żona Anne Henry − 2 dzieci
3. Amanda Mary Smith (adoptowana, ur. 1967) i mąż Harmon Carter Hood
4. Kym Maria Smith (adoptowana, ur. 1972) i mąż Alfie Tucker

- Edward Kennedy i Virginia Joan Bennett:

1. Kara Anne Kennedy (ur. 1960, zm. 2011) i mąż Michael Allen − 2 dzieci
2. Edward Moore Kennedy Jr (ur. 1961) i żona Katherine Anne „Kiki” Gershman − 2 dzieci
3. Patrick Joseph Kennedy (ur. 1967) i żona Amy Savell − 2 dzieci

## Tragedie rodzinne
Dzieci Josepha Patricka Kennedy’ego Sr.
1. 12 sierpnia 1944 – zginął w katastrofie lotniczej Joseph Kennedy Jr
2. 1948 – zginęła w katastrofie lotniczej Kathleen Kennedy
3. 22 listopada 1963 – postrzelony śmiertelnie John F. Kennedy
4. 1964 – ranny w katastrofie lotniczej Edward Kennedy
5. 6 czerwca 1968 – postrzelony śmiertelnie Robert Francis Kennedy
6. 18 lipca 1969 – zjechał samochodem z mostu pijany Edward Kennedy (utonęła jadąca z nim kobieta)

Dzieci pozostałych
1. 1973 – stracił nogę chorujący na raka Edward Kennedy Jr (najstarszy syn Edwarda Kennedy’ego)
2. 1984 – zmarł uzależniony od heroiny David Anthony Kennedy (syn Roberta Francisa Kennedy’ego), jego zwłoki znaleziono w hotelu
3. 1997 – zginął jadąc na nartach Michael Le Moyne Kennedy (syn Roberta Francisa Kennedy’ego)
4. 1999 – zginął wraz z żoną pilotując samolot John F. Kennedy Jr (syn Johna F. Kennedy’ego)